# Hệ sinh thái

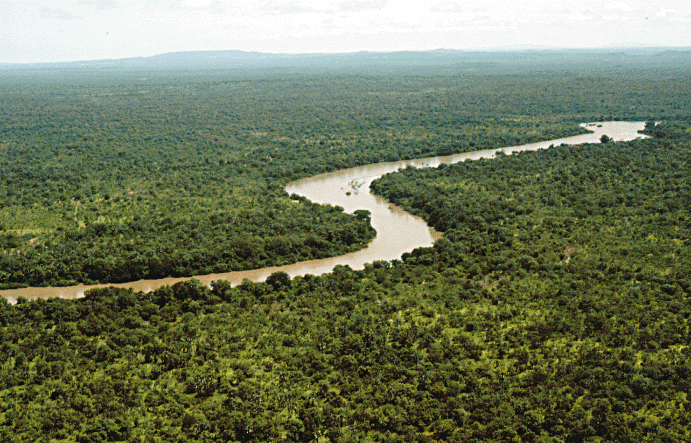
Các hệ sinh thái rừng mưa nhiệt đới có sự đa dạng sinh học. Đây là sông Gambia ở Senegal.

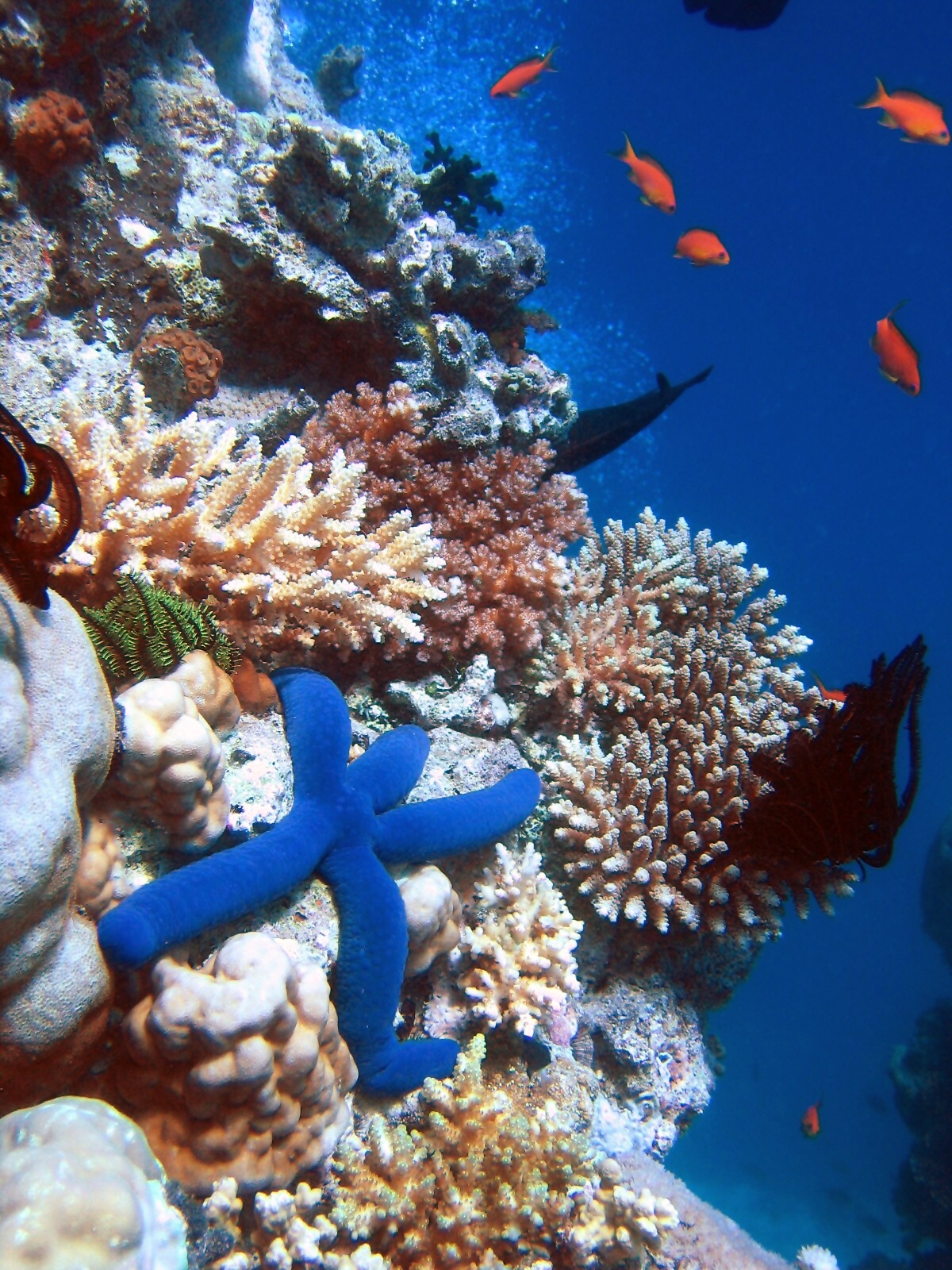
Rạn san hô là một hệ sinh thái biển có năng suất cao.

Hệ sinh thái là một hệ thống mở hoàn chỉnh gồm các thành phần sống (quần xã) và các thành phần vô sinh như không khí, nước và đất khoáng (gọi chung là sinh cảnh). Hệ sinh thái có thể được nghiên cứu theo hai cách khác nhau. Người ta có thể coi hệ sinh thái là các tập hợp các nhóm thực vật và động vật phụ thuộc lẫn nhau, hoặc có thể nhìn hệ sinh thái là hệ thống và tập hợp các loài với cấu trúc rõ ràng được điều chỉnh bởi các quy tắc chung. Các thành phần hữu sinh (sinh học) và vô sinh (phi sinh học) tương tác thông qua các chu trình dinh dưỡng và dòng năng lượng. Hệ sinh thái bao gồm tương tác giữa các sinh vật, và giữa các sinh vật và môi trường của chúng. Hệ sinh thái có thể có kích thước bất kỳ nhưng mỗi hệ sinh thái có một không gian đặc biệt, và có giới hạn. Một số nhà khoa học xem toàn bộ hành tinh là một hệ sinh thái.
Năng lượng, nước, nitơ và khoáng trong đất là thành phần phi sinh học thiết yếu của một hệ sinh thái. Năng lượng được sử dụng bởi các hệ sinh thái đến chủ yếu từ mặt trời, thông qua quá trình quang hợp. Quang hợp sử dụng năng lượng từ mặt trời và cũng cố định CO2 từ khí quyển. Động vật cũng đóng một vai trò quan trọng trong sự di chuyển của vật chất và năng lượng trong các hệ sinh thái. Chúng ảnh hưởng đến lượng sinh khối của thực vật và vi sinh vật có trong hệ thống. Khi chất hữu cơ bị phân giải sau khi sinh vật chết đi, carbon lại được thải vào khí quyển. Quá trình này cũng tạo điều kiện cho việc quay vòng dinh dưỡng bằng cách chuyển đổi các chất dinh dưỡng được dự trữ trong sinh khối ở các sinh vật đã chết trở lại thành một dạng có thể được sử dụng lại bởi thực vật và các vi khuẩn khác.
Hệ sinh thái được kiểm soát bởi cả hai yếu tố bên ngoài và bên trong. Các yếu tố bên ngoài như khí hậu, vật liệu gốc tạo thành đất, địa hình và thời gian, tất cả đều có ảnh hưởng lên hệ sinh thái. Tuy nhiên, những yếu tố bên ngoài này, tự chúng không bị ảnh hưởng bởi hệ sinh thái. Hệ sinh thái không phải là cố định: chúng có thể bị nhiễu loạn định kỳ và thường ở trong quá trình hồi phục từ những nhiễu loạn trong quá khứ và tiến đến cân bằng. Các yếu tố bên trong thì lại khác: Chúng không chỉ kiểm soát các quá trình hệ sinh thái mà còn được kiểm soát bởi chính hệ sinh thái. Một cách khác để nói điều này là các yếu tố bên trong phải chịu tác động từ các vòng phản hồi.
Con người hoạt động trong các hệ sinh thái và có thể ảnh hưởng đến cả yếu tố bên trong lẫn yếu tố bên ngoài. Sự ấm lên toàn cầu là một ví dụ về tác động tích lũy từ các hoạt động của con người. Hệ sinh thái mang lại lợi ích, được gọi là "lợi ích hệ sinh thái", mà con người thường dưạ vào cho sinh kế của họ. Quản lý tổng hợp hệ sinh thái thì hiệu quả hơn là cố gắng quản lý các loài riêng lẻ trong đó.

## Định nghĩa

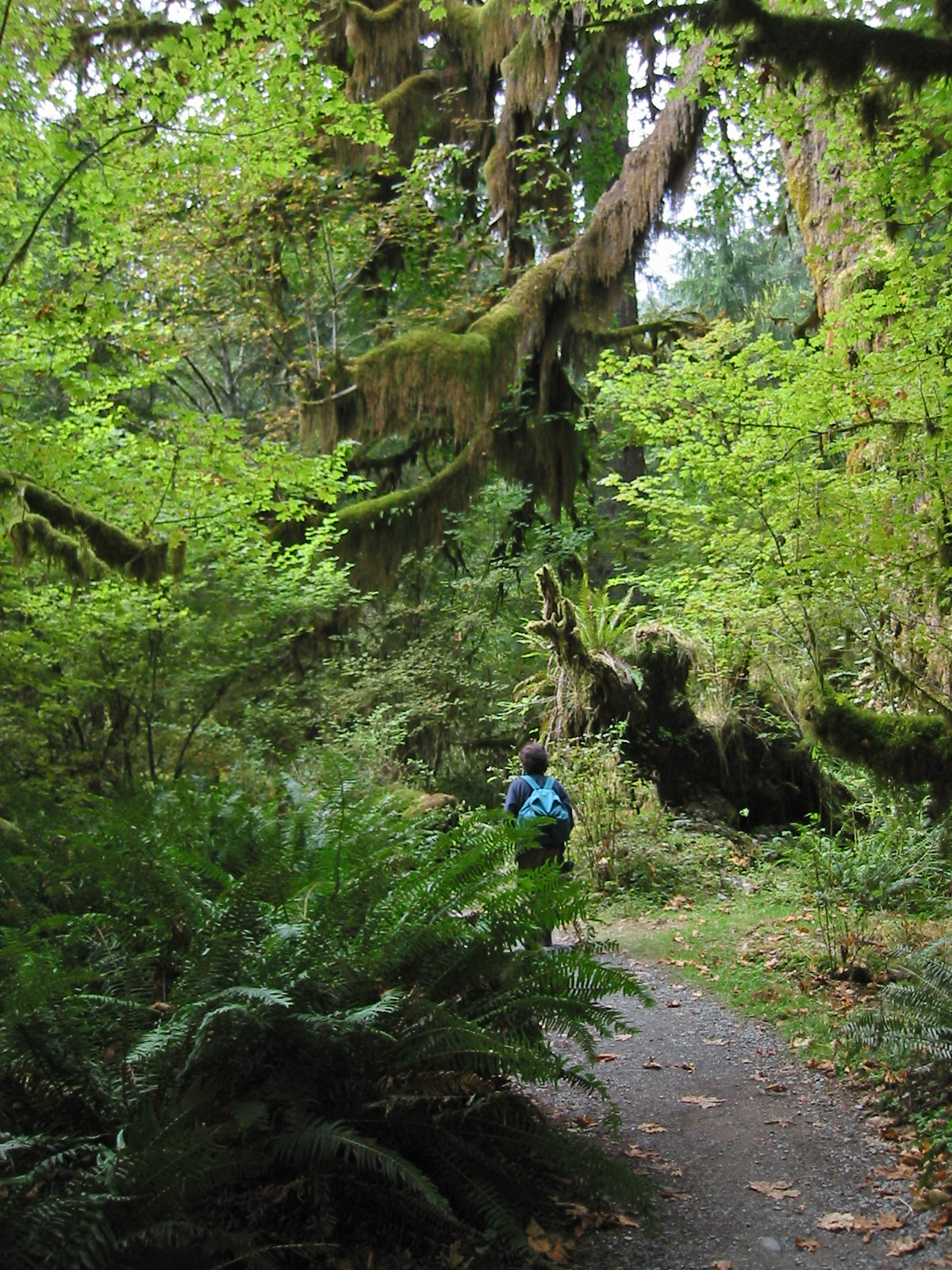
Rừng mưa nhiệt đới ở bang Washington, một hệ sinh thái điển hình

Không có định nghĩa duy nhất cho những gì cấu thành nên một "hệ sinh thái". Nhà sinh thái học người Đức Ernst-Detlef Schulze cùng các đồng tác giả đã xác định một hệ sinh thái là một khu vực "đồng nhất về sản lượng sinh học, và bao gồm cả các dòng (có thể là vật chất, năng lượng) bên trên và bên dưới mặt đất của khu vực đang xét". Họ thắng thắn phủ định việc coi toàn bộ các lưu vực sông của Gene Likens là một hệ sinh thái đơn lẻ, do chúng có "ranh giới quá rộng", và một khu vực rộng như vậy thì không thể đồng nhất nếu theo định nghĩa trên. Các tác giả khác lại gợi ý rằng một hệ sinh thái có thể gồm một khu vực lớn hơn nhiều, thậm chí là toàn bộ hành tinh. Schulze và các đồng tác giả cũng phủ định ý tưởng cho rằng một khúc gỗ mục có thể được nghiên cứu như một hệ sinh thái vì tương quan kích thước của dòng trao đổi chất giữa khúc gỗ và môi trường xung quanh là quá lớn so với dòng trao đổi chất trong chính khúc gỗ.  Nhà khoa học Mark Sagoff cho rằng việc  thất bại trong việc xác định "loại đối tượng mà nó nghiên cứu" là một trở ngại cho sự phát triển của lý thuyết "hệ sinh thái" trong sinh thái học.
Hệ sinh thái có thể được nghiên cứu theo nhiều cách khác nhau. Chúng có thể là các nghiên cứu lý thuyết hoặc các nghiên cứu thực địa như theo dõi các hệ sinh thái cụ thể trong một thời gian dài hoặc xem xét sự khác biệt giữa các hệ sinh thái để hiểu rõ hơn cách chúng vận hành. Một số thí nghiệm thực địa có thể điều chỉnh trực tiếp lên hệ sinh thái. Các nghiên cứu có thể được thực hiện ở nhiều quy mô khác nhau, từ các nghiên cứu toàn bộ hệ sinh thái cho đến chỉ nghiên cứu các mô hình thu nhỏ hay vi hệ sinh thái (tức là các đại diện đơn giản của các hệ sinh thái). Nhà sinh thái học người Mỹ Stephen R. Carpenter đã lập luận rằng các thí nghiệm trên mô hình thu nhỏ có thể là "không liên quan và nhiều dị biệt" nếu chúng không được thực hiện kết hợp với các nghiên cứu thực địa ở quy mô hệ sinh thái. Các thí nghiệm mô hình thu nhỏ thường không dự đoán chính xác động học ở quy mô hệ sinh thái.
Dự án Nghiên cứu Hệ sinh thái suối Hubbard được bắt đầu vào năm 1963 nhằm nghiên cứu dãy núi White ở New Hampshire. Đây là nỗ lực đầu tiên thành công trong việc nghiên cứu toàn bộ lưu vực sông với tư cách là một hệ sinh thái. Sử dụng dòng chảy hóa học như một phương tiện theo dõi các đặc tính của hệ sinh thái, họ đã phát triển một mô hình sinh hóa chi tiết cho hệ sinh thái. Nghiên cứu dài hạn tại thực địa đã dẫn đến việc phát hiện ra mưa acid ở Bắc Mỹ vào năm 1972. Các nhà nghiên cứu đã ghi lại sự suy giảm các cation đất (đặc biệt là calci) trong vài thập kỷ tới.

### Các khái niệm liên quan
Hệ sinh thái trên cạn (tìm thấy trên đất liền) và các hệ sinh thái thủy sinh (được tìm thấy trong nước) là các khái niệm liên quan đến hệ sinh thái. Hệ sinh thái thủy sinh được chia thành hệ sinh thái nước mặn và hệ sinh thái nước ngọt.

## Các quá trình

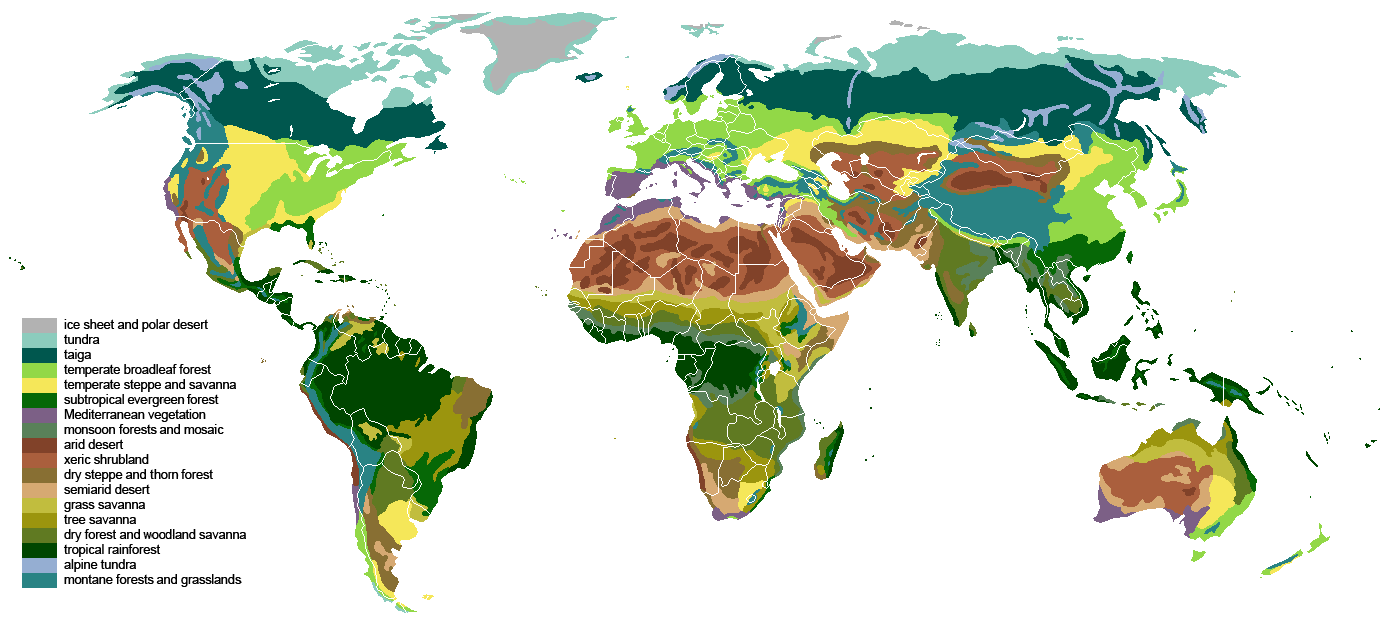
Các khu hệ sinh cảnh (thường gọi theo tên thảm thực vật) trên toàn Trái Đất

### Các yếu tố bên trong và bên ngoài
Hệ sinh thái được kiểm soát cả bởi các yếu tố bên ngoài và bên trong. Các yếu tố bên ngoài, hay cũng gọi là các yếu tố môi trường, kiểm soát cấu trúc tổng thể và cách thức vận hành của một hệ sinh thái, nhưng bản thân chúng lại không nhận ảnh hưởng bởi hệ sinh thái. Nhân tố quan trọng nhất trong số này là khí hậu. Khí hậu xác định khu hệ sinh cảnh (biome) trong đó hệ sinh thái được đặt vào. Các mô hình mưa và nhiệt độ theo mùa ảnh hưởng đến quá trình quang hợp và do đó xác định lượng nước và năng lượng có sẵn cho hệ sinh thái.
Lớp đá mẹ xác định bản chất của đất trong hệ sinh thái và ảnh hưởng đến việc cung cấp các khoáng chất. Địa hình cũng kiểm soát các quá trình của hệ sinh thái bằng cách ảnh hưởng đến những thành phần như vi khí hậu, phát triển đất và sự chuyển động của nước thông qua hệ thống. Ví dụ, hệ sinh thái nằm ở vùng trũng có thể sẽ khác nếu so với một hệ sinh thái khác nằm trên một sườn dốc liền kề.

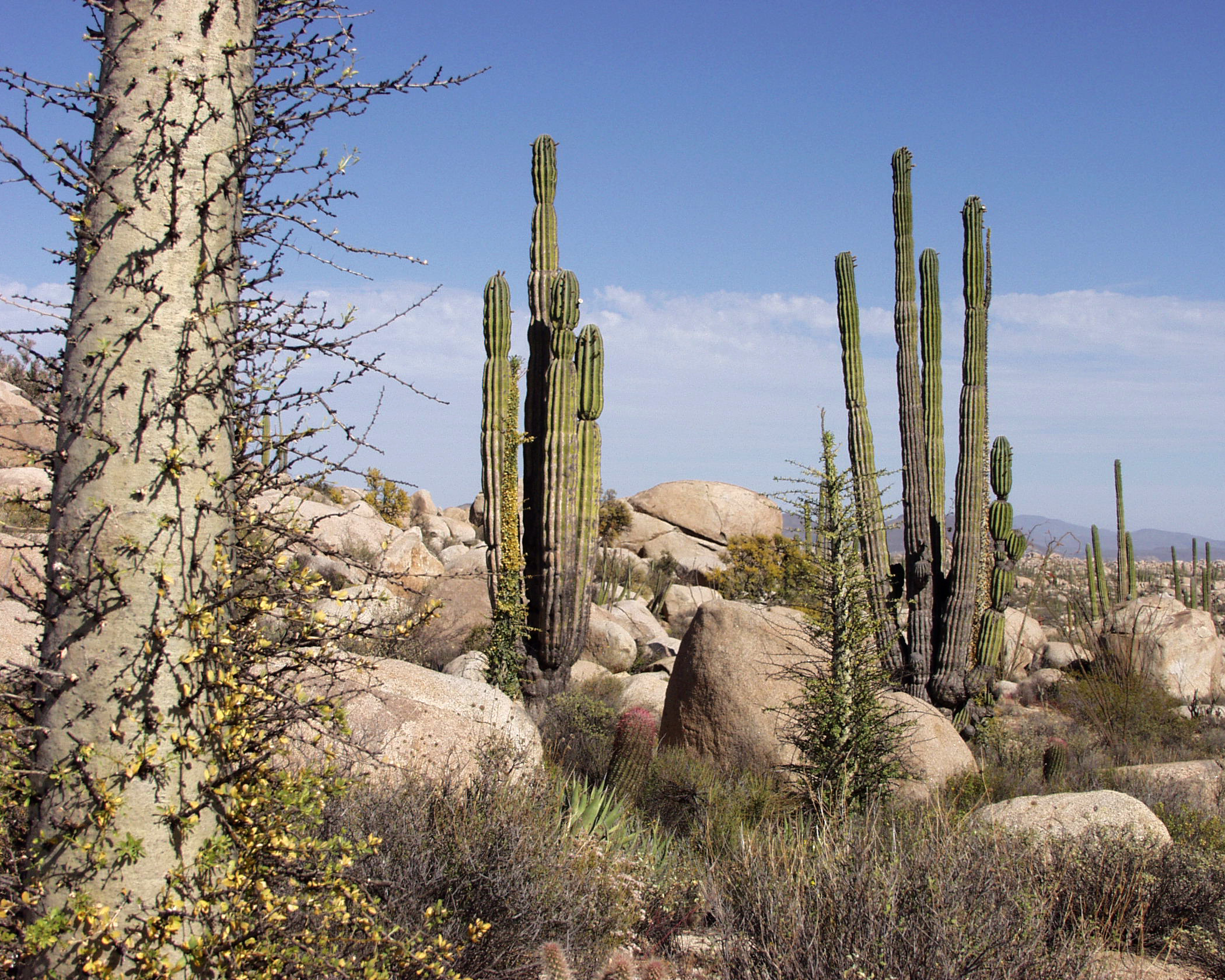
Hệ thực vật vùng sa mạc Baja California, Cataviña, Mexico

Một số yếu tố bên ngoài khác đóng vai trò quan trọng trong hoạt động của hệ sinh thái có thể kể đến thời gian và khu hệ sinh cảnh tiềm năng. Tương tự, tập hợp sinh vật có khả năng có mặt trong một khu vực cũng có thể ảnh hưởng đáng kể đến hệ sinh thái. Các hệ sinh thái ở các môi trường tương tự nằm ở các phần khác nhau của thế giới có thể có những đặc điểm rất đa dạng đơn giản bởi vì chúng có các nhóm loài khác nhau sống ở đó. Sự xuất hiện của các loài ngoại lai có thể gây ra những thay đổi đáng kể trong chức năng hệ sinh thái.

Không giống như các yếu tố bên ngoài, các yếu tố bên trong hệ sinh thái không chỉ kiểm soát các quá trình hệ sinh thái mà còn được kiểm soát bởi chính hệ sinh thái. Do đó, chúng thường phải chịu ảnh hưởng từ các vòng phản hồi. Mặc dù đầu vào tài nguyên thường được kiểm soát bởi các quy trình bên ngoài như khí hậu và lớp đá mẹ, nhưng sự sẵn có của các tài nguyên này trong hệ sinh thái được kiểm soát bởi các yếu tố bên trong như quá trình phân hủy, cạnh tranh rễ hoặc che bóng. Các yếu tố khác như nhiễu loạn, sự kế thừa hoặc các loài đang có mặt cũng là nhũng ví dụ của yếu tố bên trong.

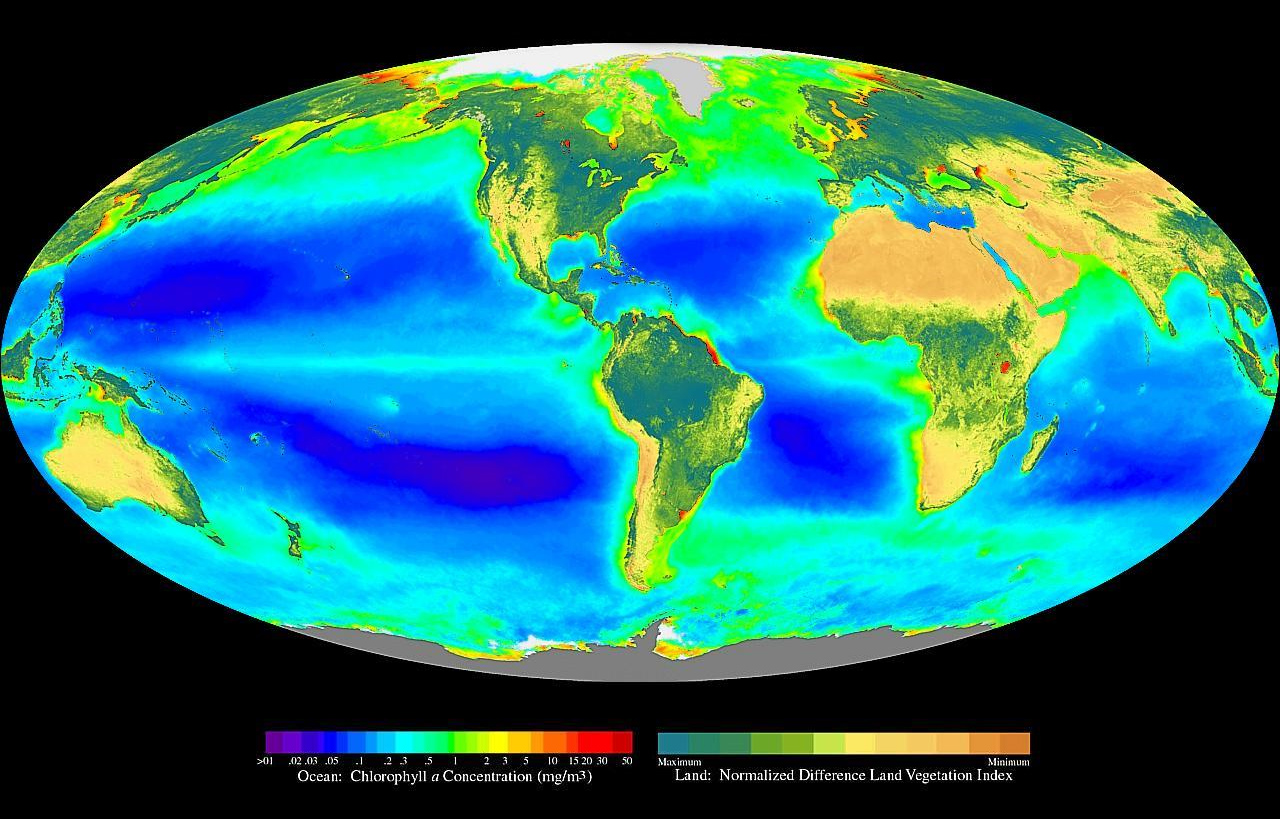
Kết quả mật độ quang dưỡng trên mặt đất và đại dương của toàn Trái Đất, từ tháng 9 năm 1997 đến tháng 8 năm 2000. Theo ước tính sinh khối tự dưỡng, đây chỉ là một chỉ dẫn sơ bộ về sản lượng sơ cấp thô và không phải là ước tính thực tế của nó.

### Sản lượng sơ cấp
Sản xuất sơ cấp là sản lượng các chất hữu cơ từ các nguồn carbon vô cơ. Sản lượng này có được chủ yếu qua quang hợp. Năng lượng có được từ quá trình này cũng hỗ trợ sự sống trên Trái Đất, trong khi carbon cố định được tạo ra nhiều chất hữu cơ trong sinh khối, carbon trong đất và nhiên liệu hóa thạch. Quang hợp cũng thúc đẩy chu trình carbon, ảnh hưởng đến khí hậu toàn cầu thông qua hiệu ứng nhà kính.
Thông qua quá trình quang hợp, cây lấy năng lượng từ ánh sáng và sử dụng nó để kết hợp carbon dioxide và nước để tạo nên carbohydrate và oxy. Quá trình quang hợp được thực hiện bởi tất cả các bộ máy trong một hệ sinh thái được gọi là sản lượng sơ cấp toàn phần hay sản lượng sơ cấp thô (GPP). Khoảng 48-60% GPP được tiêu thụ trong hô hấp ở thực vật.
Phần còn lại, phần mà GPP không được sử dụng bởi hô hấp, được gọi là sản lượng sơ cấp thực hay sản lượng sơ cấp tinh (NPP).

### Dòng năng lượng
Năng lượng và carbon đi vào hệ sinh thái thông qua quá trình quang hợp, được tích hợp vào mô sống, truyền cho các sinh vật khác ăn vật chất, và cuối cùng được giải phóng thông qua hô hấp.
Carbon và năng lượng được tích hợp vào các mô thực vật (sản xuất lượng sơ cấp thực) hoặc được tiêu thụ bởi động vật trong khi thực vật còn sống, hoặc tồn tại khi mô các thực vật chết đi và trở thành mùn bã hữu cơ. Trong các hệ sinh thái trên cạn, khoảng 90% sản xuất lượng sơ cấp thực được phân giải bởi sinh vật phân giải. Phần còn lại, hoặc được tiêu thụ bởi động vật khi cây vẫn còn sống và đi vào hệ dinh dưỡng dựa trên thực vật, hoặc sản lượng này được tiêu thụ sau khi cây đã chết và đi vào hệ dinh dưỡng dựa trên vụn hữu cơ.
Trong các hệ sinh thái thủy sinh, tỷ lệ sinh khối thực vật được tiêu thụ bởi động vật ăn thực vật cao hơn nhiều. Trong các hệ thống bậc dinh dưỡng thì sinh vật quang hợp là các sinh vật sản xuất sơ cấp. Các sinh vật tiêu thụ mô của chúng được gọi là sinh vật tiêu thụ sơ cấp hoặc sinh vật sản xuất thứ cấp — động vật ăn cỏ. Các sinh vật tiêu thụ vi sinh vật (vi khuẩn và nấm) được gọi là vi sinh vật tiêu thụ. Những loài động vật mà ăn sinh vật tiêu thụ sơ cấp — động vật ăn thịt — gọi là sinh vật tiêu thụ thứ cấp. Mỗi thành phần kể trên đều tạo thành một bậc dinh dưỡng.

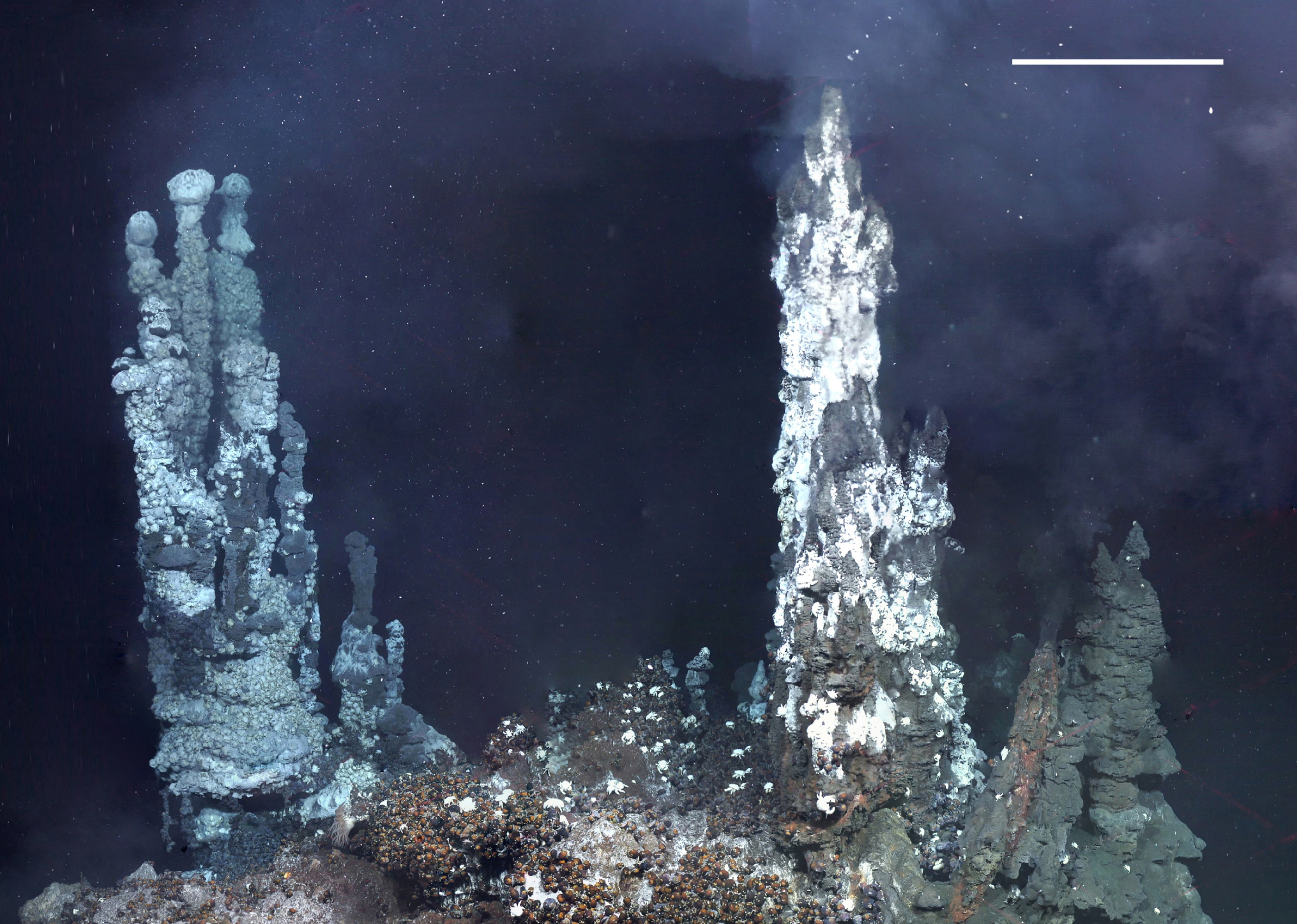
Miệng phun thủy nhiệt là một hệ sinh thái ở đáy đại dương. (thanh trắng với độ dài là 1 m.)

Trình tự tiêu thụ - từ thực vật đến động vật ăn cỏ, rồi đến động vật ăn thịt — tạo thành một chuỗi thức ăn. Các hệ thống thực tế phức tạp hơn nhiều so với mô hình này - các sinh vật thường sẽ ăn nhiều hơn một loại thức ăn, và có thể cho ăn nhiều hơn một bậc dinh dưỡng. Động vật ăn thịt có thể bắt được một số con mồi là một phần của hệ dinh dưỡng dựa trên thực vật và một số khác là một phần của hệ dinh dưỡng dựa trên mùn bã hữu cơ (ví dụ như một con chim ăn cả châu chấu-ăn thực vật và giun đất-tiêu thụ mùn bã). Vậy nên một hệ thống với tất cả những phức tạp này, thường tạo thành lưới thức ăn hơn là chuỗi thức ăn.

#### Sinh thái học hệ sinh thái
Sinh thái học hệ sinh thái nghiên cứu "dòng chảy của năng lượng và vật chất thông qua các sinh vật và môi trường vật lý". Bộ môn này tìm cách nắm bắt các quá trình điều chỉnh lượng vật chất và năng lượng tích trữ cũng như dòng chảy của vật chất và năng lượng trong hệ sinh thái. Nghiên cứu về các hệ sinh thái có thể phủ đến 10 đơn vị độ lớn, từ đơn vị lớp bề mặt của đá đến đơn vị toàn bộ bề mặt của hành tinh.

### Quá trình phân hủy

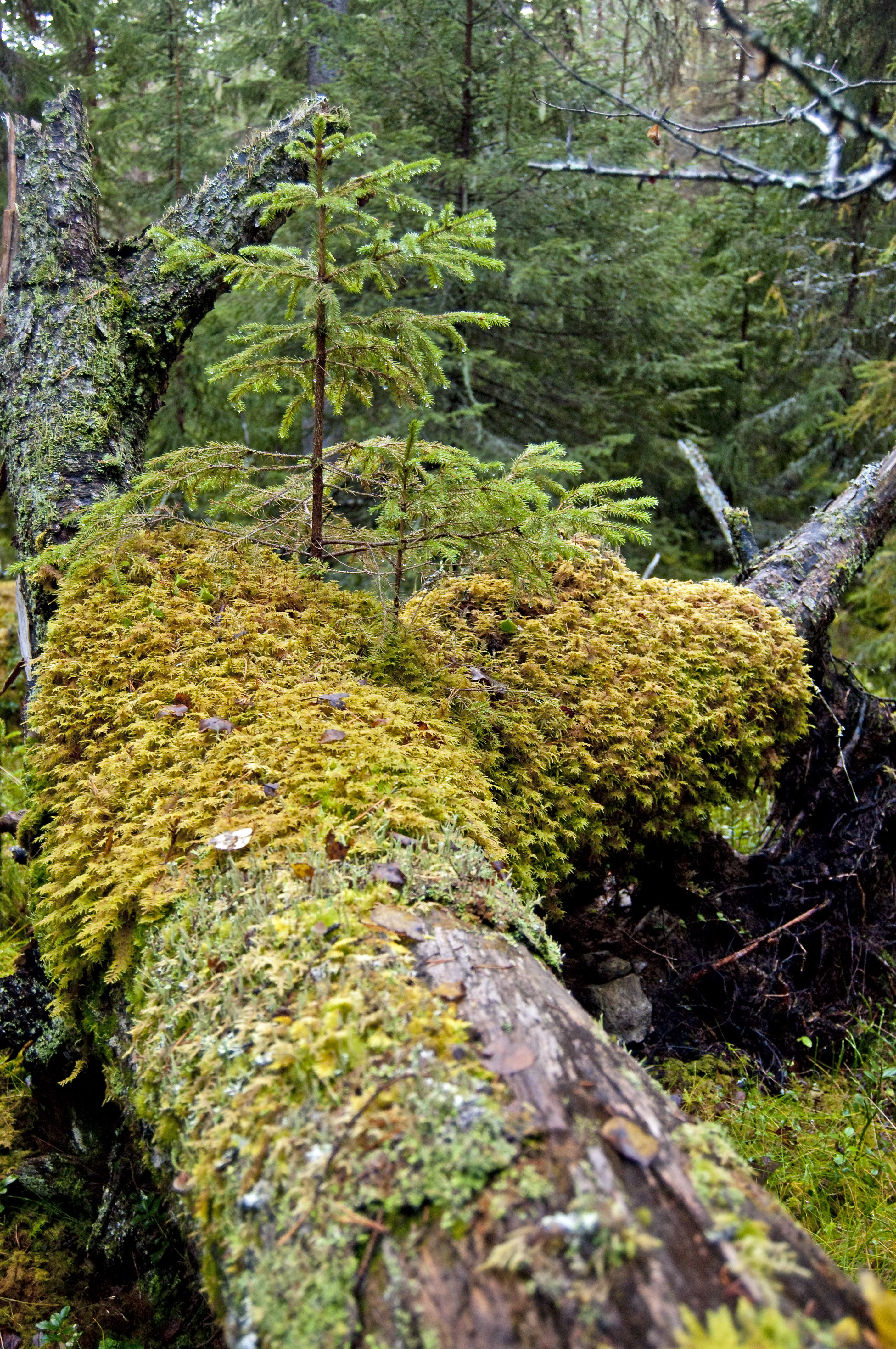
Nấm (chủ yếu) đang phân hủy một khúc cây mục trong rừng

Carbon và chất dinh dưỡng trong chất hữu cơ của sinh vật đã chết được phân giải bởi một nhóm các quá trình được gọi là phân hủy. Quá trình này giải phóng các chất dinh dưỡng mà sau đó có thể được tái sử dụng bởi thực vật và vi sinh vật và trả carbon dioxide vào khí quyển (hoặc nước), sau này chúng có thể được sử dụng cho quang hợp. Trong trường hợp không có quá trình phân hủy, các chất hữu cơ chết sẽ tích lũy trong một hệ sinh thái, và các chất dinh dưỡng và khí carbon dioxide sẽ bị cạn kiệt. Khoảng 90% sản lượng sơ cấp tinh trên cạn đi trực tiếp từ thực vật đến phân hủy.
Quá trình phân hủy có thể được chia thành ba loại - gạn lọc (tách nước), phân tách và biến đổi hóa học các vật chất ở sinh vật đã chết.

#### Gạn lọc
Khi nước di chuyển qua vật chất hữu cơ ở sinh vật đã chết, nó hòa tan và mang theo các thành phần có thể tan trong nước. Các chất này sau đó có thể được hấp thụ bởi các sinh vật trong đất, phản ứng với khoáng chất trong đất, hoặc được di chuyển ra ngoài của hệ sinh thái (và được coi là mất đi phần này). Lá mới rụng và động vật mới chết có nồng độ cao các thành phần hòa tan trong nước bao gồm: đường, amino acid và các khoáng chất. Gạn lọc có vai trò quan trọng hơn ở môi trường ẩm ướt và ít quan trọng hơn trong những môi trường khô.

#### Phân tách
Các quá trình phân tách giúp phá vỡ vật liệu hữu cơ thành những mảnh nhỏ hơn, tạo thêm nhiều bề mặt mới để vi khuẩn đến xâm chiếm. Vi khuẩn không thể tiếp cận lá mới rụng do được bảo vệ bởi lớp ngoài của lớp biểu bì hoặc vỏ cây, còn tế bào được bảo vệ bởi thành tế bào. Những con vật mới chết có thể được bao bọc bởi một bộ xương ngoài. Các quá trình phân tách, sẽ giúp phá vỡ các lớp bảo vệ này, đẩy nhanh tốc độ phân hủy vi sinh vật. Động vật cũng để lại vụn hữu cơ khi chúng săn lùng thức ăn, cũng như sau khi thức ăn đi qua ruột. Chu trình tan băng và chu trình khô/ướt cũng góp phần phân giải các vật chất đã chết.

#### Biến đổi hóa học
Biến đổi hóa học của chất hữu cơ chết có được chủ yếu thông qua hoạt động của vi khuẩn và nấm. Những nấm sợi khác nhau tạo ra các enzyme làm phá vỡ các cấu trúc bền vững bên ngoài bao xung quanh các vật liệu thực vật đã chết. Chúng cũng tạo ra các enzyme phân hủy lignin, cho phép chúng thu được lợi là cả thành phần tế bào và cả nitơ trong lignin. Nấm có thể chuyển carbon và nitơ thông qua hệ sợi nấm nấm của chúng và do đó, không giống như vi khuẩn, chúng không phụ thuộc hoàn toàn vào nguồn lực sẵn có tại môi trường địa phương.

#### Tốc độ phân hủy
Tốc độ phân hủy là khác nhau giữa các hệ sinh thái. Tốc độ phân hủy được điều chỉnh bởi ba nhóm yếu tố-môi trường vật lý (nhiệt độ, độ ẩm và tính chất của đất), số lượng và chất lượng của vật chất trong sinh vật chết đang chờ phân hủy và bản chất của hệ vi sinh vật. Nhiệt độ kiểm soát tốc độ hô hấp ở vi khuẩn; nhiệt độ càng cao, sự phân hủy do vi càng xảy ra nhanh hơn. Nhiệt độ cũng ảnh hưởng đến độ ẩm của đất, cụ thể là làm chậm sự tăng trưởng của vi sinh vật và làm giảm khả năng gạn lọc. Chu trình tan băng cũng ảnh hưởng đến việc phân hủy - nhiệt độ đóng băng làm chết vi sinh vật đất, khiến cho quá trình gạn lọc để đóng một vai trò quan trọng hơn trong việc di chuyển các chất dinh dưỡng xung quanh. Điều này có thể đặc biệt quan trọng như quá trình tan băng trong mùa xuân, tạo ra một lượng chất dinh dưỡng dồi dào có sẵn.
Tốc độ phân hủy là rất thấp trong điều kiện rất ẩm hoặc rất khô. Tốc độ phân hủy là cao nhất trong điều kiện ẩm vừa phải, ẩm nhưng với mức độ oxy đầy đủ. Đất ướt có xu hướng thiếu oxy (điều này đặc biệt đúng ở vùng đất ngập nước), làm chậm sự tăng trưởng của vi sinh vật. Trong đất khô, phân hủy cũng chậm, nhưng vi khuẩn tiếp tục phát triển (mặc dù ở tốc độ chậm hơn) ngay cả sau khi đất trở nên quá khô cho sự phát triển của cây trồng.
sus LOL haha

### Vòng tuần hoàn chất dinh dưỡng
Các hệ sinh thái liên tục trao đổi năng lượng và carbon với môi trường rộng lớn hơn bên ngoài. Các chất dinh dưỡng và khoáng chất, mặt khác, lại chủ yếu là tuần hoàn qua lại giữa thực vật, động vật, vi khuẩn và đất. Hầu hết nitơ đi vào hệ sinh thái thông qua quá trình cố định nitơ sinh học, được lắng đọng qua lượng mưa, bụi, khí hoặc được có được qua phân bón.

#### Chu trình nitơ

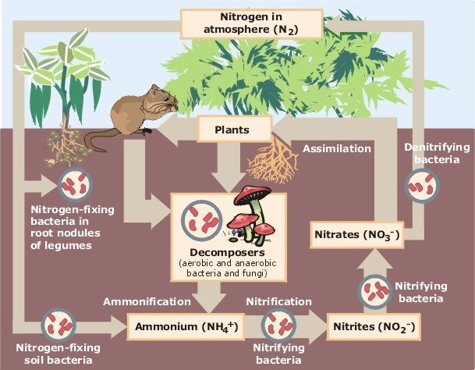
Chu trình nitơ sinh học

Vì hầu hết các hệ sinh thái trên mặt đất đều có một lượng nitơ có hạn, nên việc tuần hoàn nitơ là rất quan trọng đối với sản lượng của hệ sinh thái.
Vào thời điểm hiện tại, cố định nitơ là nguồn nitơ chính cho hệ sinh thái. Vi khuẩn cố định đạm có thể hoặc sống chung với thực vật hoặc sống tự do trong đất. Chi phí năng lượng là khá cao đối với các thực vật hỗ trợ các vi khuẩn cố định đạm - bằng 25% tổng sản lượng sơ cấp khi đo trong điều kiện được kiểm soát. Nhiều thành viên của những cây họ Đậu hỗ trợ các vi khuẩn cộng sinh cố định đạm. Một số vi khuẩn lam cũng có khả năng cố định đạm. Vi khuẩn lam cũng là những sinh vật quang dưỡng, thực hiện quá trình quang hợp. Giống như các vi khuẩn cố định đạm khác, chúng cũng có thể sống tự do hoặc cộng sinh với thực vật. Các nguồn nitơ khác bao gồm lắng đọng axit được tạo ra thông qua quá trình đốt cháy nhiên liệu hóa thạch, khí amonia bốc lên từ các hệ nông nghiệp có sử dụng phân bón và thậm chí từ bụi. [24] Đầu vào nitơ nhân tạo chiếm khoảng 80% lượng nitơ trong các hệ sinh thái.
Khi các mô thực vật bị rụng hoặc được ăn, nitơ trong các mô này sẽ có sẵn cho động vật và vi khuẩn sử dụng. Sự phân hủy vi sinh vật sẽ giải phóng các hợp chất nitơ từ chất hữu cơ chết trong đất, thực vật, nấm và vi khuẩn sẽ cạnh tranh để sử dụng nguồn dinh dưỡng này. Một số vi khuẩn đất sử dụng các hợp chất chứa nitơ hữu cơ như một nguồn cacbon, và giải phóng các ion amoni vào đất. Quá trình này được gọi là khoáng hóa nitơ. Những vi sinh vật khác có thể chuyển đổi amoni thành ion nitrit và nitrat, một quá trình được gọi là nitrat hóa. Nitơ monoxit và dinitơ monoxit cũng được tạo ra trong quá trình nitrat hóa. [24] Dưới điều kiện giàu nitơ và thiếu oxy, nitrat và nitrit được chuyển thành khí nitơ, một quá trình được gọi là phản nitrat hóa.

#### Các chất dinh dưỡng khác
Các chất dinh dưỡng quan trọng khác bao gồm phosphor, lưu huỳnh, calci, kali, magiê và mangan. Phosphor đi vào hệ sinh thái thông qua quá trình phong hóa. Khi các hệ sinh thái già đi, nguồn cung cấp này giảm đi, khiến cho phosphor thường bị giới hạn trong các cảnh quan già hơn (đặc biệt là ở vùng nhiệt đới). Calci và lưu huỳnh cũng được tạo ra bởi phong hóa, nhưng sự lắng đọng axit là một nguồn lưu huỳnh quan trọng trong nhiều hệ sinh thái. Mặc dù magiê và mangan cũng được tạo ra nhờ phong hóa, trao đổi giữa các chất hữu cơ trong đất và các tế bào sống chiếm một phần đáng kể của dòng tuần hoàn trong sinh thái. Kali chủ yếu được tuần hoàn giữa các tế bào sống và chất hữu cơ trong đất.

### Chức năng và đa dạng sinh học

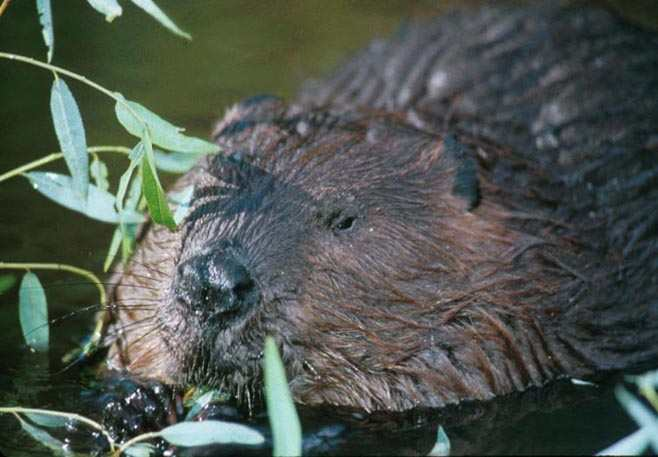
Hải ly là một kỹ sư hệ sinh thái ngoại sinh do tác động của những cái đập nó xây lên đối với dòng chảy của kênh nước, địa mạo học và sinh thái học.

Đa dạng sinh học đóng một vai trò quan trọng trong hoạt động của hệ sinh thái. Lý giải cho điều này là các quá trình hệ sinh thái được thúc đẩy bởi số lượng loài trong hệ sinh thái, tính chất của từng loài riêng biệt và các lượng sinh vật phong phú tương đối trong các loài này. Các quá trình lớn của hệ sinh thái là tổng hợp, khái quát từ các hoạt động của các sinh vật riêng lẻ trong hệ. Bản chất của các sinh vật-loài, các nhóm chức năng và bậc dinh dưỡng mà chúng thuộc về—quyết định các loại hoạt động mà các cá thể này có khả năng thực hiện và hiệu quả tương đối nếu chúng thực hiện.
Lý thuyết sinh thái cho thấy rằng để cùng tồn tại, các loài không thể có ổ sinh thái hoàn toàn giống nhau - chúng phải khác nhau theo một cách cơ bản, nếu không thì một loài sẽ cạnh tranh loại trừ với loài còn lại. Mặc dù vậy, hiệu ứng tích lũy của các loài bổ sung trong hệ sinh thái không phải là tuyến tính-các loài bổ sung có thể tăng cường giữ nitơ, chẳng hạn, nhưng ngoài mức độ phong phú loài, các loài bổ sung có thể có ít tác dụng khác.
Việc thêm (hoặc mất) của các loài có đặc tính sinh thái tương tự với những loài đã có mặt trong hệ có xu hướng chỉ có một tác động nhỏ đến chức năng của hệ sinh thái. Tuy nhiên, các loài khác biệt về đặc tính sinh thái lại là một câu chuyện khác. Tương tự, các loài ưu thế có ảnh hưởng lớn đến chức năng hệ sinh thái, trong khi các loài quý hiếm thường chỉ có các tác động nhỏ. Các loài chủ chốt thường có ảnh hưởng lớn đến chức năng hệ sinh thái dù số lượng của chúng thường không nhiều. Tương tự như vậy, kỹ sư hệ sinh thái (loài cơ sở) là bất kỳ sinh vật nào tạo ra, thay đổi đáng kể, duy trì hoặc phá hủy môi trường sống.

### Động học hệ sinh thái

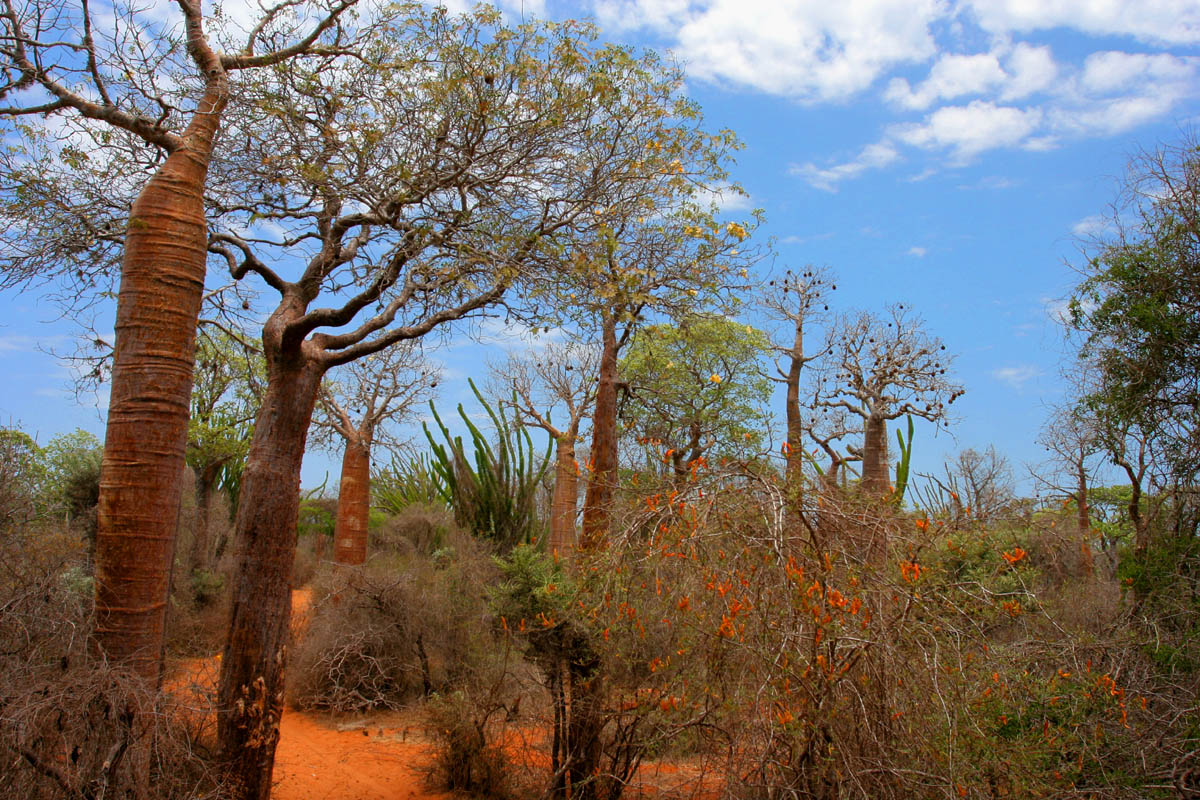
Rừng có gai ở Ifaty, Madagascar, có nhiều loài Adansonia (baobap) khác nhau, Alluaudia procera (cây bụi Madagascar) và các kiểu thực vật khác.

Hệ sinh thái là các chính thể linh động. Chúng có thể bị xáo trộn định kỳ và đang trong quá trình phục hồi từ một số xáo trộn trong quá khứ. Khi sự xáo trộn hay nhiễu loạn xảy ra, hệ sinh thái phản ứng bằng cách thay đổi trạng thái ban đầu của nó. Hệ sinh thái có xu hướng tiến đến gần trạng thái cân bằng, bất chấp sự xáo trộn, đây gọi là sức cản trong sinh thái học. Mặt khác, tốc độ quay trở lại trạng thái ban đầu của hệ sau khi nhiễu loạn được gọi là khả năng phục hồi của nó. Thời gian đóng một vai trò quan trọng trong sự phát triển của đất từ lớp đá trần và trong diễn thế sinh thái.
Từ năm này đến năm khác, hệ sinh thái trải qua nhiều thay đổi trong môi trường sinh học và phi sinh học của chúng. Hạn hán, một mùa đông đặc biệt lạnh hoặc bùng phát dịch bệnh, đây đều là thay đổi ngắn hạn cho điều kiện môi trường. Các quần thể động vật biến đổi từ năm này sang năm khác, chúng phát triển trong thời kỳ giàu tài nguyên nhưng sẽ thất thế khi chúng sử dụng vượt quá nguồn cung cấp của môi trường. Những thay đổi này diễn ra sẽ làm thay đổi tốc độ phân hủy sản lượng sơ cấp tinh và các quá trình hệ sinh thái khác. Những thay đổi dài hạn cũng định hình các quá trình hệ sinh thái - các khu rừng ở miền Đông Bắc Mỹ vẫn cho thấy các di sản nông nghiệp dù việc này đã dừng cách đây 200 năm, trong khi hồ Siberi ở phía đông vẫn tạo ra khí metan bằng chất hữu cơ tích lũy từ tận Thế Canh tân.
Sự xáo trộn cũng đóng một vai trò quan trọng trong các quá trình sinh thái. F. Stuart Chapin và các đồng tác giả xác định "xáo trộn" là "một sự kiện tương đối rời rạc về thời gian và không gian làm thay đổi cấu trúc quần thể, quần xã và hệ sinh thái và gây ra những thay đổi về nguồn lực sẵn có hoặc môi trường vật lý". Xáo động hay nhiễu loạn có thể chỉ nhỏ như cây bị đổ xuống hoặc côn trùng bùng phát, đến lớn hơn như bão và cháy rừng hoặc khủng khiếp như phun trào núi lửa. Những nhiễu loạn này có thể gây ra những thay đổi lớn trong quần thể thực vật, động vật và vi khuẩn, cũng như hàm lượng chất hữu cơ trong đất. Sau khi xáo trộn sẽ là diễn thế sinh thái, "sự thay đổi có hướng trong cấu trúc và hoạt động hệ sinh thái do những thay đổi về mặt sinh học trong việc cung cấp tài nguyên." 

Tần suất và mức độ nghiêm trọng của nhiễu loạn xác định qua cách nó ảnh hưởng đến chức năng hệ sinh thái. Một xáo trộn lớn như một vụ phun trào núi lửa hoặc hoạt động của sông băng làm mặt đất mất đi thực vật, động vật hoặc chất hữu cơ. Các hệ sinh thái chịu ảnh hưởng từ những rối loạn lớn như vậy sẽ trải qua diễn thế nguyên sinh. Những hệ sinh thái chịu xáo trộn ít nghiêm trọng hơn như cháy rừng, bão hoặc kết quả canh tác sẽ trải qua diễn thế thứ sinh và phục hồi nhanh hơn. Rối loạn càng nghiêm trọng hơn và thường xuyên thì càng khó phục hồi hơn

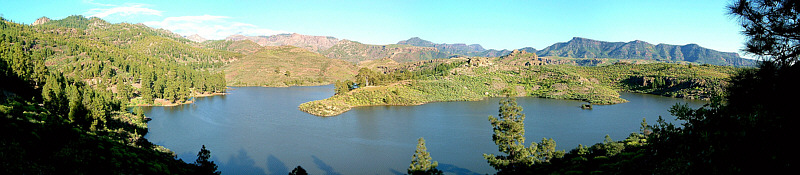
Một hệ sinh thái nước ngọt ở Gran Canaria,một hòn đảo thuộc quần đảo Canaria.